# Povijest Južne Afrike
Povijest Južnoafričke Republike duga je preko 100 tisuća godina. Smatra se da su tada prvi ljudi naselili područje Južnoafričke Republike. Povijesni zapisi ove etnički raznolike zemlje općenito se dijele na pet različitih razdoblja: pretkolonijalno doba, kolonijalno doba, postkolonijalno doba, doba apartheida i doba nakon apartheida. Velik dio ove povijesti, posebno kolonijalno i postkolonijalno doba, karakteriziraju kulturni sukobi, nasilni teritorijalni sporovi između europskih doseljenika i autohtonih naroda, raseljavanje i represija te druge političke i rasne napetosti.
Nakon otkrića hominina u Taungu i fosila australopitecina u vapnenačkim špiljama u Sterkfonteinu, Swartkransu i Kromdraaiju, ta su područja kolektivno proglašena mjestom svjetske baštine. Prvi narodi Južnoafričke Republike zajednički se nazivaju kojsanski narodi. Ove su skupine raseljene ili ponekad apsorbirane od strane migrirajućih Afrikanaca (Bantu) tijekom ekspanzije Bantua iz zapadne i središnje Afrike. 
Europsko istraživanje afričke obale počelo je u 13. stoljeću kada se Portugal posvetio otkrivanju alternativne rute putu svile koja bi vodila do Kine. U 14. i 15. stoljeću portugalski istraživači putovali su zapadnoafričkom obalom, detaljno crtajući i kartirajući obalu, a 1488. su zaobišli Rt dobre nade. Nizozemska istočnoindijska kompanija osnovala je trgovačku postaju u Cape Townu pod zapovjedništvom Jana van Riebeecka 1652. Europski radnici koji su se nastanili na Capeu postali su poznati kao Free Burghers i postupno su osnovali farme u koloniji Dutch Cape.
Nakon invazije Cape Colonyja 1795. i 1806. godine, došlo je do masovnih migracija zajednički poznatih kao Veliki put tijekom kojih su Voortrekkeri (doseljenici koji su govorili nizozemski) osnovali nekoliko burskih naselja u unutrašnjosti Južnoafričke Republike.
Otkrića dijamanata i zlata u 19. stoljeću imala su veliki utjecaj na bogatstvo regije, postavljajući je na svjetsku pozornicu, dok se ekonomija promijenila iz čisto poljoprivredne u industrijaliziranu s razvijenom urbanom infrastrukturom. Otkrića su također dovela do novih sukoba koji su kulminirali otvorenim ratom između Bura i Britanskog Carstva, boreći se za kontrolu nad novonastalom rudarskom industrijom Južnoafričke Republike.
Nakon poraza Bura u Anglo-burskom ratu, tj. Drugom burskom ratu (1899. – 1902.), Južnoafrička unija nastala je kao samoupravna dominija Britanskog Carstva prema odredbama Zakona iz 1909., koja je ujedinila četiri prethodno odvojene britanske kolonije: Rt dobre nade, Natal, Transvaal i rijeku Oranje. Zemlja je stekla puni suverenitet unutar Britanskog Carstva 1934. godine, nakon usvajanja Zakona o statusu unije. Veza s britanskim monarhom prekinuta je 31. svibnja 1961. godine kao rezultat referenduma 1960. godine, koji je ozakonio državu, da postane suverena država pod imenom Južnoafrička Republika. Usvojen je republički ustav.
Od 1948. do 1994. politikom Južnoafričke Republike dominirao je afrikanerski nacionalizam. Rasna segregacija i vladavina bijele manjine, službeno poznata kao apartheid, afrička riječ koja znači "odvajanje", nastala je 1948. (pod britanskom vladavinom) i postala je službeni zakon o segregaciji kada je Južna Afrika postala republika. Bilo je to proširenje segregacijskog zakona donesenog 1960. Nakon desetljeća oružane borbe i međunarodnog protivljenja apartheidu, tijekom kojeg je Sovjetski Savez pružao vojnu i političku potporu nerasnom Afričkom nacionalnom kongresu (ANC), ANC je 27. travnja 1994. pobijedio na prvim demokratskim izborima na kojima su sve rase mogle glasati. Od tada je Afrički nacionalni kongres dominirao politikom u Južnoafričkoj Republici, u nelagodnom savezu s Južnoafričkom komunističkom partijom i Kongresom južnoafričkih sindikata. Nelson Mandela bio je jedan od glavnih organizatora u borbe protiv apartheida. Godine 1990. Mandela je oslobođen iz zatvora, u kojem je bio zbog političkog angažamana i s tadašnjim južnoafričkim predsjednikom F. W. de Klerkom započeo je pregovore s ciljem mirnog okončanja apartheida i prijenosa vlasti na crnačku većinu. Za te su napore Mandela i De Klerk godine 1993. dobili Nobelovu nagradu za mir.